# Stopklatka (kanał telewizyjny)
Stopklatka – kanał telewizyjny o tematyce filmowo-serialowej. Nadawcą jest Stopklatka S.A., której właścicielem jest Grupa Kino Polska S.A.

## Historia
Krajowa Rada Radiofonii i Telewizji przyznała stacji koncesję 30 października 2013. Stopklatka TV rozpoczęła nadawanie 15 marca 2014 roku, stając się pierwszym bezpłatnym i ogólnodostępnym kanałem filmowym w Polsce. Logo i oprawę odświeżono 14 kwietnia 2017 roku.
14 czerwca 2018 roku Kino Polska TV zawarło ze spółką Agora umowę kupna 41,14% akcji Stopklatki (nadawcy kanału Stopklatka), powiększając swój udział w akcjonariacie do 82,64%. Tym samym Agora zbyła wszystkie swoje akcje w spółce. W trzech transakcjach we wrześniu i październiku tego samego roku Kino Polska TV zakupiła kolejne 14,90% udziałów, zwiększając swoje udziały do 97,76%.
20 grudnia 2019 roku wprowadzono nową odsłonę dla Stopklatki TV, nazwę, ramówkę, logo i oprawę. Nazwę kanału zmieniono na Stopklatka (TV zostało usunięte). 7 kwietnia 2023 roku zmieniono oprawę graficzną.

## Odbiór
Stopklatka dostępna jest w ramach Naziemnej Telewizji Cyfrowej (pozycja 17), na platformach satelitarnych: Polsat Box (pozycja 58), Platforma Canal+ (pozycja 21, 96), Orange (pozycja 225), a także w ofercie sieci kablowych: UPC (pozycja 202 lub 497), Vectra (pozycja 317), Multimedia Polska (pozycja 164), Netia (pozycja 148), Inea (pozycja 239), Toya (pozycja 111) i innych.

## Oglądalność
Wszyscy 4+:
|      | styczeń | luty   | marzec | kwiecień | maj    | czerwiec | lipiec | sierpień | wrzesień | październik | listopad | grudzień | cały rok |
| ---- | ------- | ------ | ------ | -------- | ------ | -------- | ------ | -------- | -------- | ----------- | -------- | -------- | -------- |
| 2020 | 1,260%  |        | 0,972% | 1,113%   |        | 1,219%   |        |          |          |             |          |          |          |
| 2019 | 1,101%  | 1,016% | 0,999% | 0,982%   | 1,052% | 1,169%   | 1,120% | 1,200%   | 1,107%   | 1,148%      | 1,226%   | 1,319%   | 1,120%   |
| 2018 | 0,92%   | 0,94%  | 0,88%  | 0,88%    | 1,03%  | 0,943%   | 1,025% | 1,027%   | 0,997%   | 0,998%      | 0,986%   | 1,182%   | 0,985%   |
| 2017 | 1,01%   | 1,00%  | 0,83%  | 0,99%    | 0,91%  | 0,96%    | 1,03%  | 0,96%    | 0,90%    | 0,92%       | 0,902%   | 0,91%    | 0,94%    |
| 2016 | 0,98%   | 0,96%  | 0,99%  | 0,88%    | 1,05%  | 1,050%   | 1,11%  | 1,06%    | 0,90%    | 1,01%       |          | 1,06%    | 1,00%    |
| 2015 |         | 0,90%  | 0,79%  | 0,86%    | 0,84%  | 0,900%   | 0,95%  | 0,93%    | 0,72%    | 0,83%       |          | 0,96%    | 0,88%    |
| 2014 | –       | –      | 0,56%  | 0,69%    | 0,87%  | 0,84%    | 0,84%  | 0,96%    | 0,76%    |             |          |          | 0,60%    |

## Logo
| Lata                               | Opis | Logo |
| ---------------------------------- | --- | ---- |
| 15 marca 2014 – 13 kwietnia 2017   | Czarne słowo „stopklatka” pisane małymi literami, obok gradientowy ciemnoróżowo-fioletowy dymek z napisem „tv” (również małymi literami). |      |
| 14 kwietnia 2017 – 19 grudnia 2019 | Czarny napis „STOPKLATKA” pisany majuskułami i cienką czcionką, obok mniejszy, żółty napis „tv” (małymi literami).                        |      |
| od 20 grudnia 2019                 | Grube, nachodzące na siebie ciemnogranatowe litery napisu „STOPKLATKA” (dużymi literami). Brak dopisku „tv”/„TV”.                         |      |

## Kara
W grudniu 2016 stacja została ukarana przez KRRiT grzywną w wysokości 10 000 zł, nie emitowała bowiem odpowiedniej liczby audycji europejskich.